# Paulin (cantante)
Paulin, pseudonimo di Giampaolo Teitscheid (Portoferraio, 6 marzo 1935 – Castellamonte, 13 marzo 1998), è stato un cantante italiano.

## Biografia
Nato a Spineto, frazione di Castellamonte (To), figlio di Paolo Teitscheid (interprete tedesco diventato eroe della Resistenza in Piemonte) svolge l'attività di camionista e canta per hobby nei locali torinesi utilizzando il cognome della madre, Ernesta Penco, finché viene scoperto da Mario Castagneri, paroliere, che gli fa incidere nel 1969 un EP con la Prince a nome "Paôlin"; grazie a questo disco viene notato da Maurizio Corgnati, il quale gli fa ottenere un contratto discografico con la REX 70, etichetta distribuita dalla Dischi Ricordi.
Debutta nel 1970 con il 45 giri Kentucky/Un sabato o l'altro, arrangiato dal maestro Giulio Libano; il testo di Un sabato o l'altro, sul lato B, è scritto da Leo Chiosso e viene presentato a Senza rete nell'edizione del 1971 condotta da Paolo Villaggio, insieme al brano trainante del 45 giri successivo, Aveva gli occhi verdi (come due pastiglie Valda)/La morale. 
Sempre nel 1971 viene pubblicato il suo album di debutto, registrato dal vivo, prodotto da Corgnati e con l'orchestra diretta dal maestro Giacomo Simonelli
Nel 1973 apre un locale di musica e cabaret; si dedica poi al teatro, e nel 1975 vengono pubblicati dalla sua nuova etichetta, la Fonit-Cetra, due album, uno come cantautore e uno dallo spettacolo teatrale musicale A nostra ca' insieme ad altri artisti piemontesi come Mario Ferrero, Beppe 'd Moncalé, Vanna Ravinale e Luisella Guidetti.
L'attività discografica continua con il ritorno alla Prince, con cui pubblica un doppio album, Cansson Piemontëise; negli anni '80 la sua carriera continua a livello locale.

## Discografia

### 33 giri
- 1971: Piemonte 71 - Paulin dal vivo (REX 70, RLP 001)
- 1975: A nostra ca' (Fonit Cetra, LPP 295; con Mario Ferrero, Beppe 'd Moncalé, Vanna Ravinale e Luisella Guidetti)
- 1975: Paolin...oggi! (Fonit Cetra, LPP 297)
- 1977: Cansson Piemontëise (Prince, LPM 20047/48)

### EP
- 1969: Le Nòve Canssôn 'd Turin (Prince, EPM 2012)

### 45 giri
- 1970: Kentucky/Un sabato o l'altro (REX 70, RNP 003)
- 1971: Aveva gli occhi verdi (come due pastiglie Valda)/La morale  (REX 70, RNP 017)